# فيكتور كونراد
فيكتور كونراد (بالألمانية: Victor Conrad)‏ هو عالم زلازل ‏ وفيزيائي نمساوي، ولد في 25 أغسطس 1876 في فيينا في النمسا، وتوفي في 25 أبريل 1962 في كامبريدج في الولايات المتحدة.